# Ренова Ндайірукіє
Ренова Ндайірукіє (Renova Ndayirukiye) — бурундійський дипломат. Надзвичайний і Повноважний Посол Бурунді в Україні за сумісництвом (2008-2009).

## Життєпис
З 16 листопада 2006 року — Надзвичайний і Повноважний Посол Бурунді в РФ.
З 15 січня 2008 року — Надзвичайний і Повноважний Посол Бурунді в Польщі за сумісництвом
З 27 травня 2008 року — Надзвичайний і Повноважний Посол Бурунді у Білорусі за сумісництвом
Надзвичайний і Повноважний Посол Бурунді в Італії